# ينبوع بلقيس
ينبوع بلقيس هي حديقة تأريخية وسياحية إيرانية في مدينة تشرام حيث تُعَد مثال جلي للأساطير الإيرانية العريقة كما تحفها المعالم الأثرية الدينية. وقد تم تصميم حديقة ينبوع بلقيس أو (عين بلقيس) في أوائل العهد البهلوي الثاني بواسطة الأخوين إسكندر خان تشرامي وجان محمد خان تشرامي على غرار الحدائق الإيرانية التقليدية ذات الطابع الإسلامي. تبلغ مساحة الحديقة أربعة هكتارات ونصف الهكتار واراضيها مغطات بأشجار من مختلف الأصناف. وتحيط بها من كل جانب جدران صخرية طبيعية خلابة.

## التسمية
استمدة هذه الحديقة اسمها من بحيرة كبيرة تتوسط الحديقة أُطلِقَ عليها اسم (ينبوع بلقيس) كونها توحي للناظر موقف ملكة سبأ (بلقيس) حينما وردة عرش النبي سليمان عليه السلام.

## الموقع
تقع حديقة نبع بلقيس في محافظة كهكيلوية وبوير أحمد المعروفة بمدينة (الفصول الأربعة) في وادي يُعرَف باسم (قلعه كره شهبازي) من توابع قضاء جرام على بعد 9 كيلومترات شرق مدينة جرام، وعلى بعد كيلومتر واحد من قرية تقع وسط هضبة ماهورها.
يحد الحديقة أو (البستان) من الشمال طريق (جرام كجسران)، ومن الجنوب أراضي زراعية، ومن الغرب بستان عمران، ومن الشرق أراضي زراعية وأراضي جبلية ساحرة.

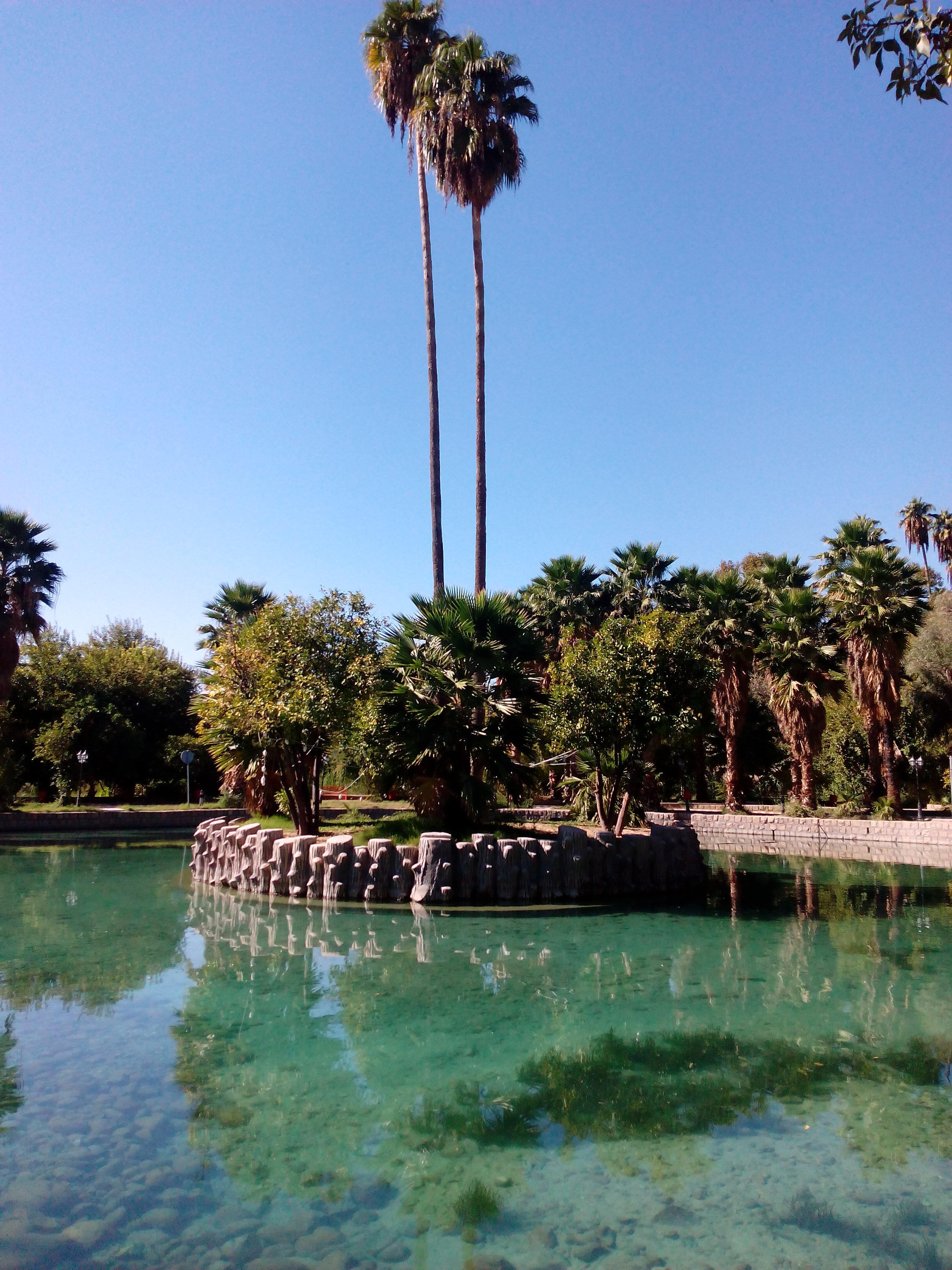
الينبوع الرئيسي في حديقة عين بلقیس

## نظام السقي في عين بلقيس
يعتمد نظام السقي في الحديقة بالأساس على تدفق المياه من ينابيعها التي تزخر بالمياه العذبة المنتشرة على ضفاف انهارها العديدة. وتتوسطها بحيرة على شكل دائري عرضها عشرة امتار وعمقها متر ونصف المتر وتحاذيها حديقة غنّاء بعرض أربعة امتار كثيفة الأشجار، وهذه المياه الجارية تواصل مسيرها من نهر فشيان الذي يروي الأراضي الخصبة.

## مكانتها السياحية
تجذب هذه الحديقة بما تحتويه من تنوع نباتي وينابيع كثيرة وشواهد تأريخية عريقة مابين 600 ألف إلى 700 ألف سائح سنوياً. حيث تُعتبَر منتجع سياحي قديماً وحديثاً فالشواهد التأريخية تدل على أن عين بلقيس قبل تصميمها بهذا الشكل كانت في الأزمنة القديمة الغابرة قبلة للملوك والامراء باعتبارها منتجعاً سياحياً فريداً من نوعه، وقد كانت ومازالت محط رحال السائحين الوافدين على محافظة كهكيلوية وبوير أحمد.

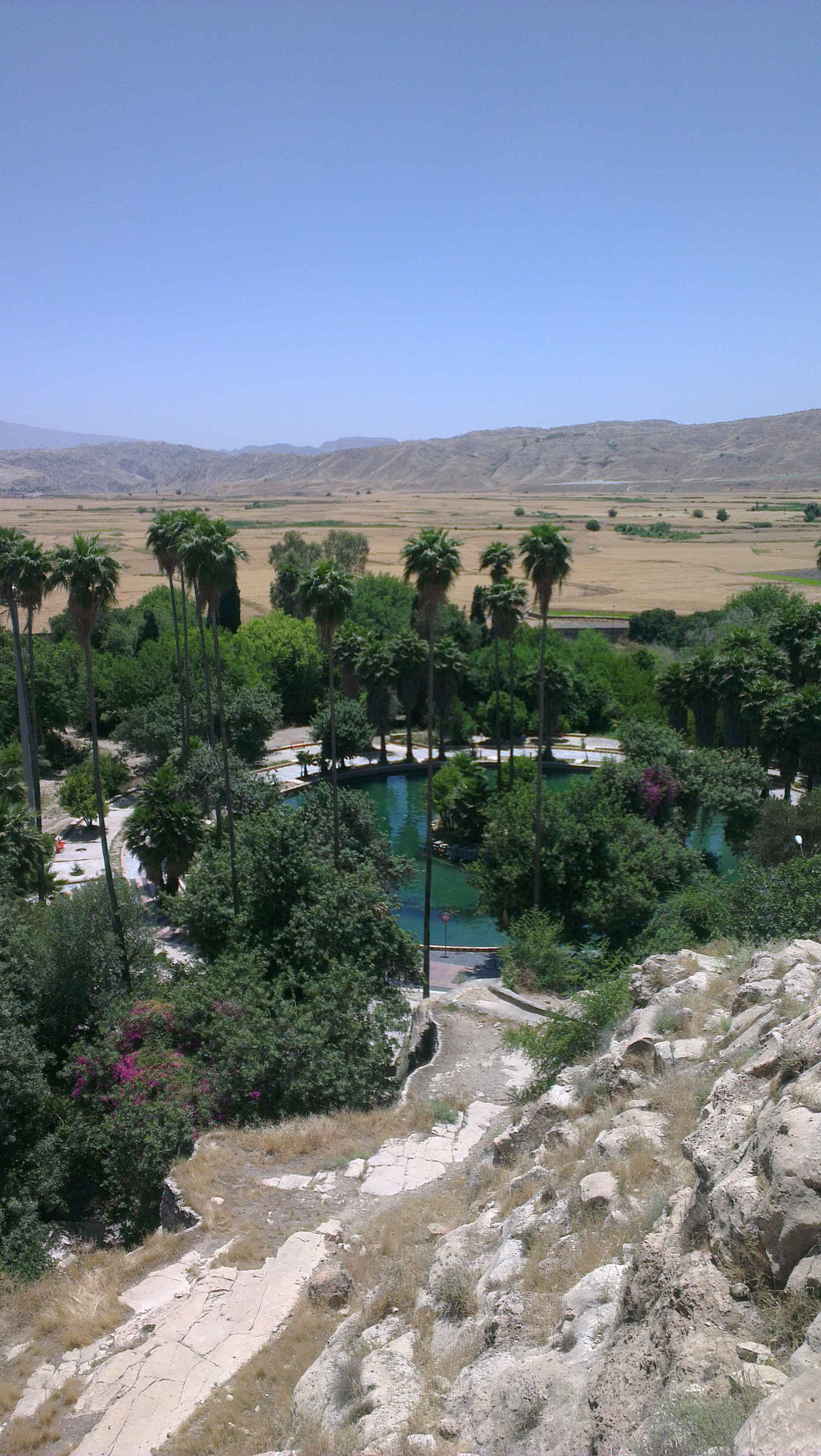
منظر من الأعلى لحوض بلقيس

## امكانيات الحديقة
- ينبوع بلقيس: وهي بحيرة كبيرة تقع في وسط هذه الحديقة وقد أُطلِقَ على البحيرة اسم (ينبوع بلقيس).[8]
- ينابيع أخرى: تنتشر في داخل الحديقة الينابيع المليئة بالمياه العذبة والتي تروي مختلف الأشجار المثمرة وغير المثمرة كأشجار التفاح والصفصاف والصنوبر والرمان والنخيل.
- الأنهار العذبة: ان الأنهار في حديقة نبع بلقيس هي انهار عذبة وشُيّدَة على ضفافها ارصفة مصممة بشكل مواقع خاصة للسائحين.
- التنوع النباتي: ان أراضي هذه الحديقة مغطاة بأشجار من مختلف الأصناف منها اشجار فاكهة وأشجار زينة وأخرى جبلية وبرية. ان هذه المنطقة الخضراء هي الحد الفاصل بين المناطق الجبلية الباردة والسهلية الحارة لهذا السبب تنمو فيها اشجار ونباتات على غرار تلك التي تنمو في المناطق الحارة والباردة على حدٍ سواء بما فيها اشجار الاوكاليبتوس والسدر والبلوط وكذلك مختلف اشجار الفاكهة كالجوز والكمثري والتفاح والكاكي واليوسفي والبرتقال والتين.
- الأبراج: يوجد داخل الحديقة أربع أبراج بمقياس 150*70 متر، اما في القسم الشرقي فتوجد صخرة بارتفاع 20 متر.[9]

## معرض الصور

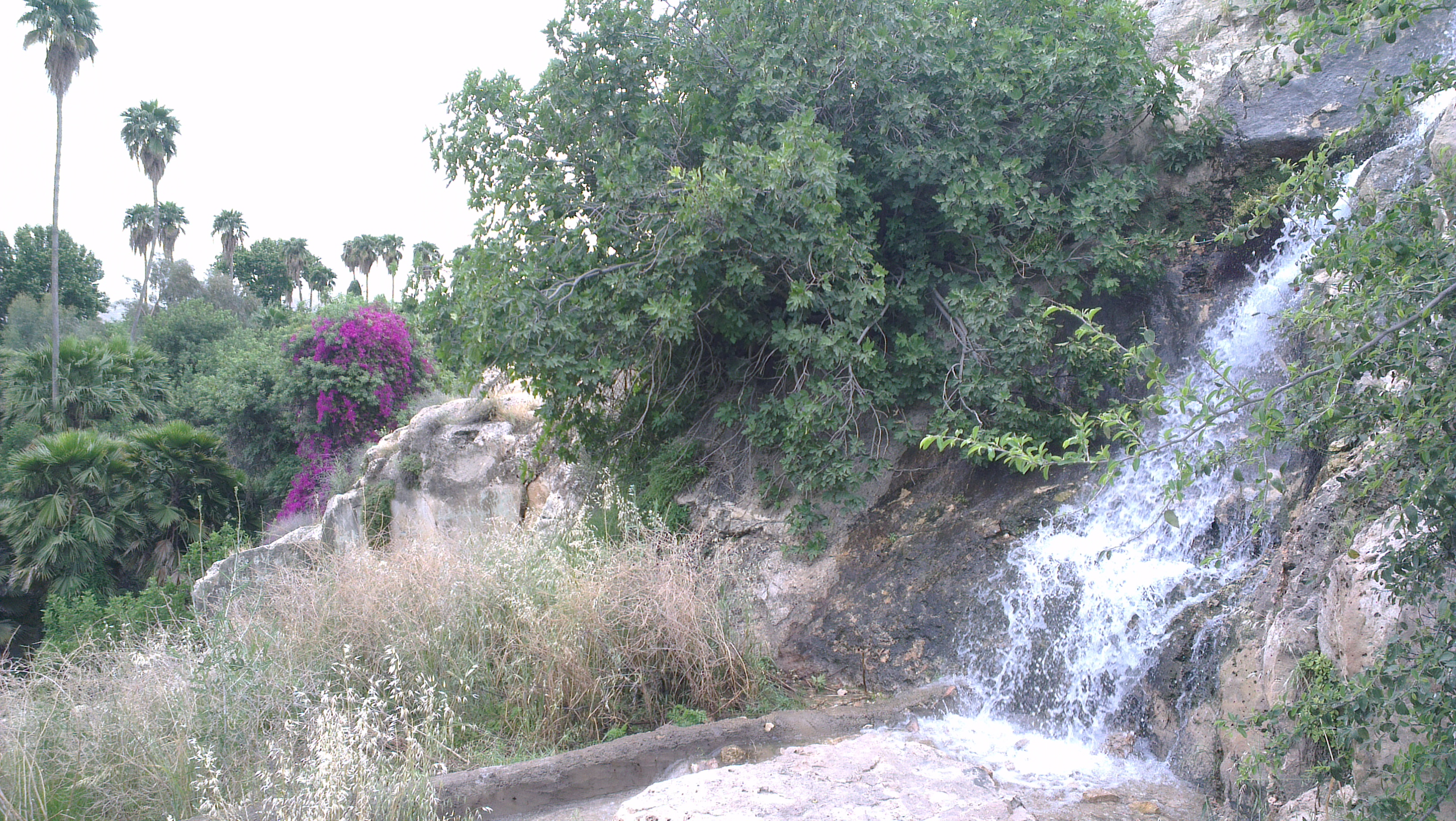
شلال حديقة عين بلقيس
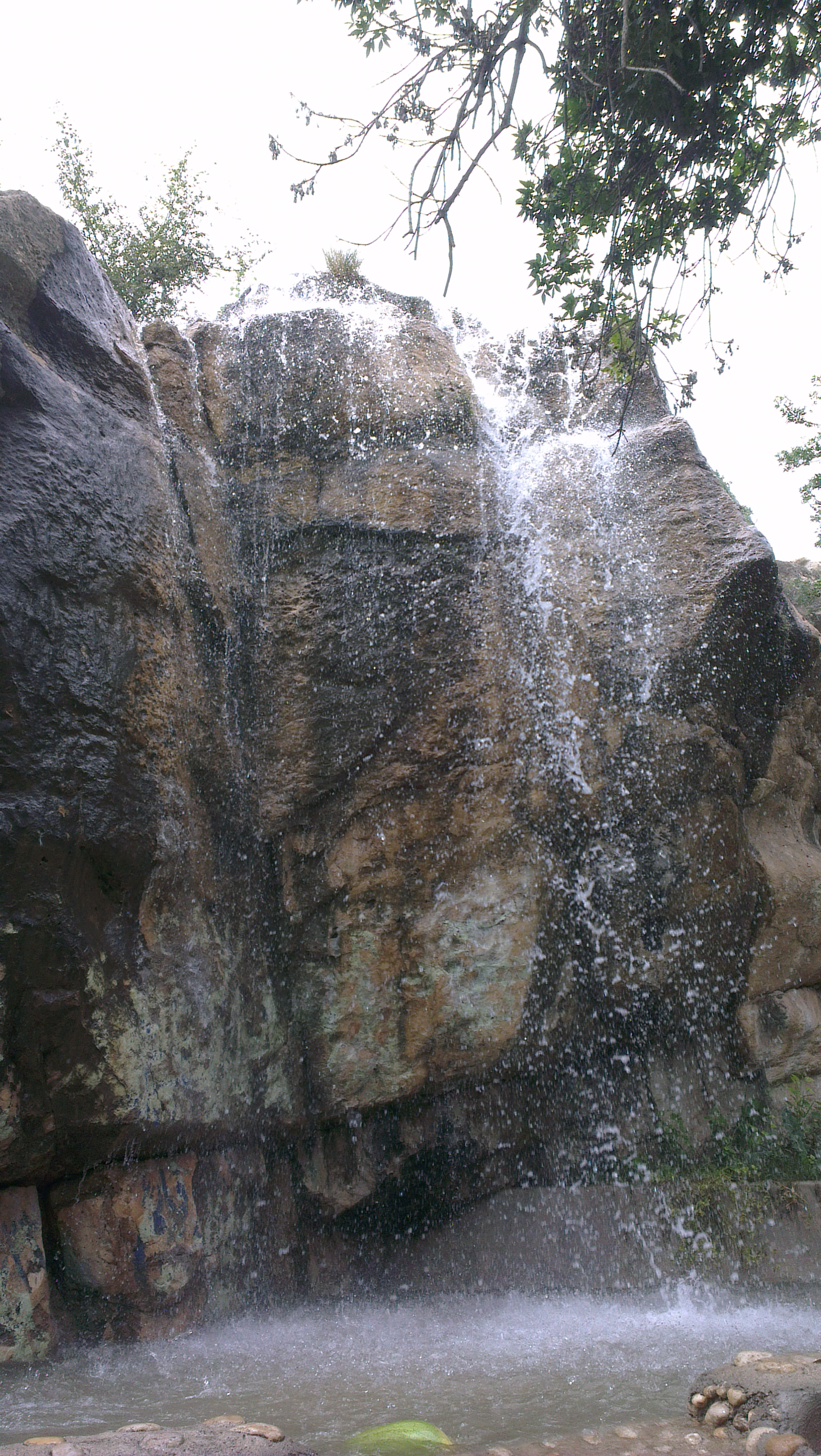
شلال الحديقة
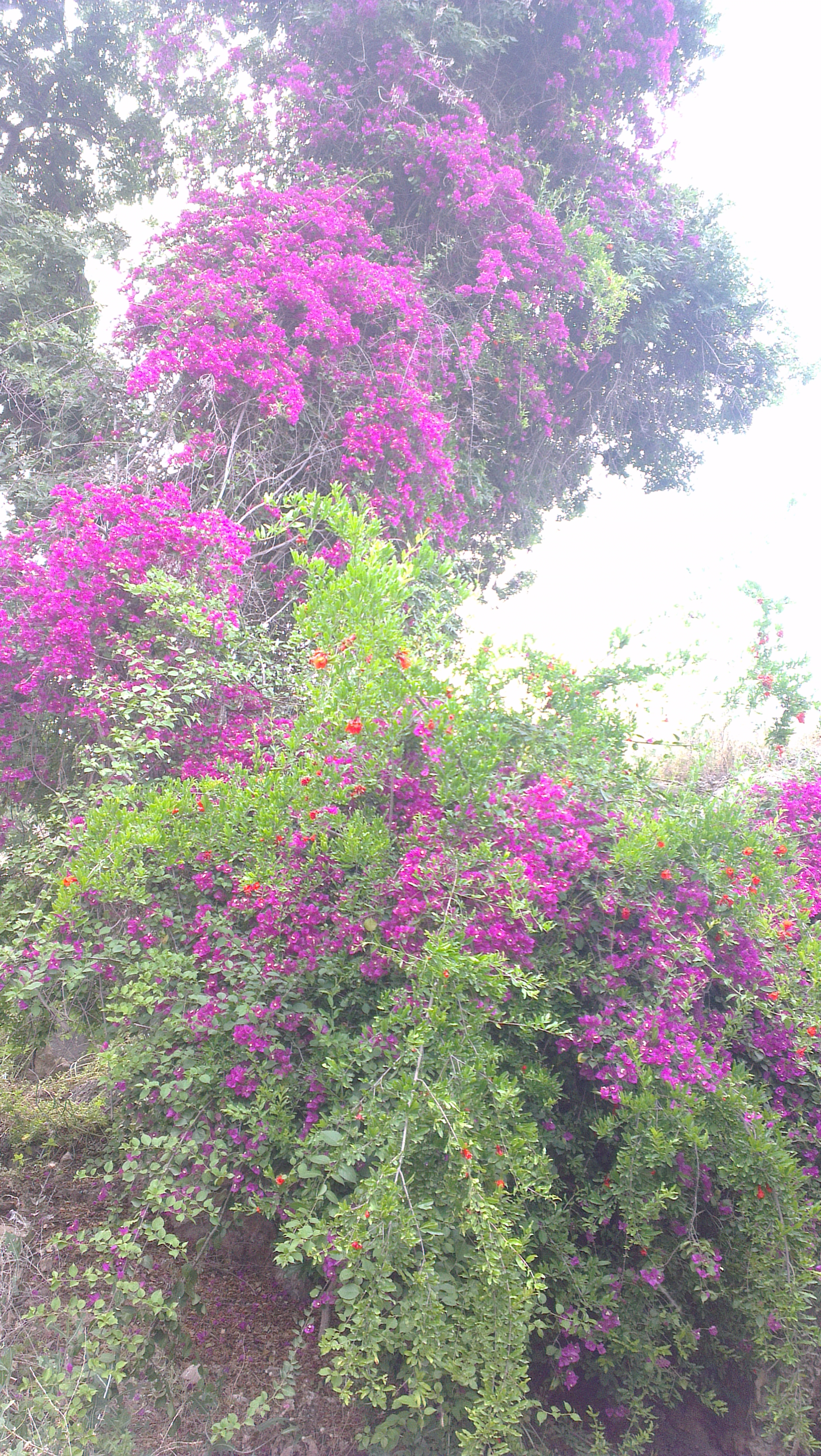
الاشجار داخل الحديقة
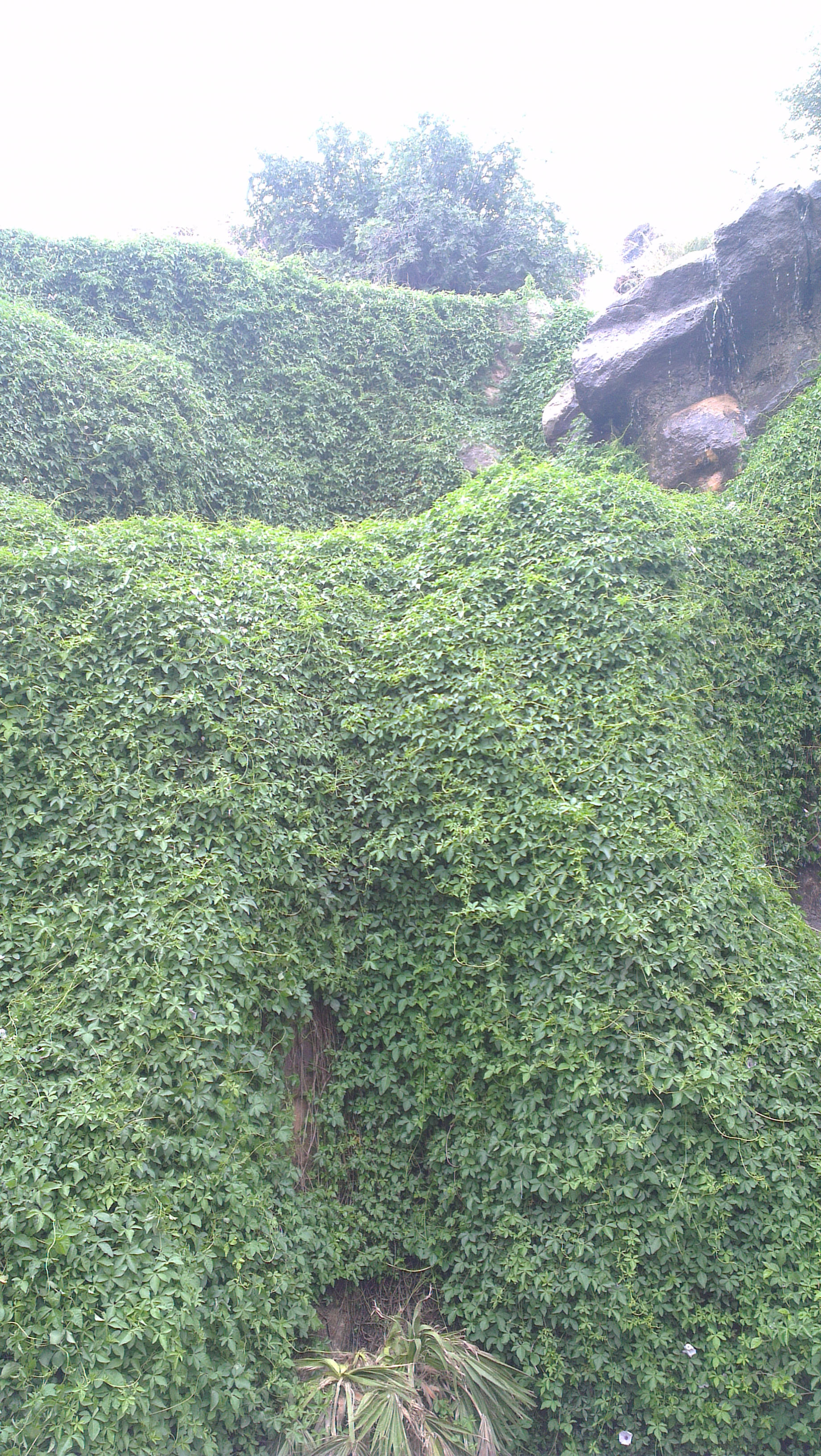
النباتات داخل الحديقة
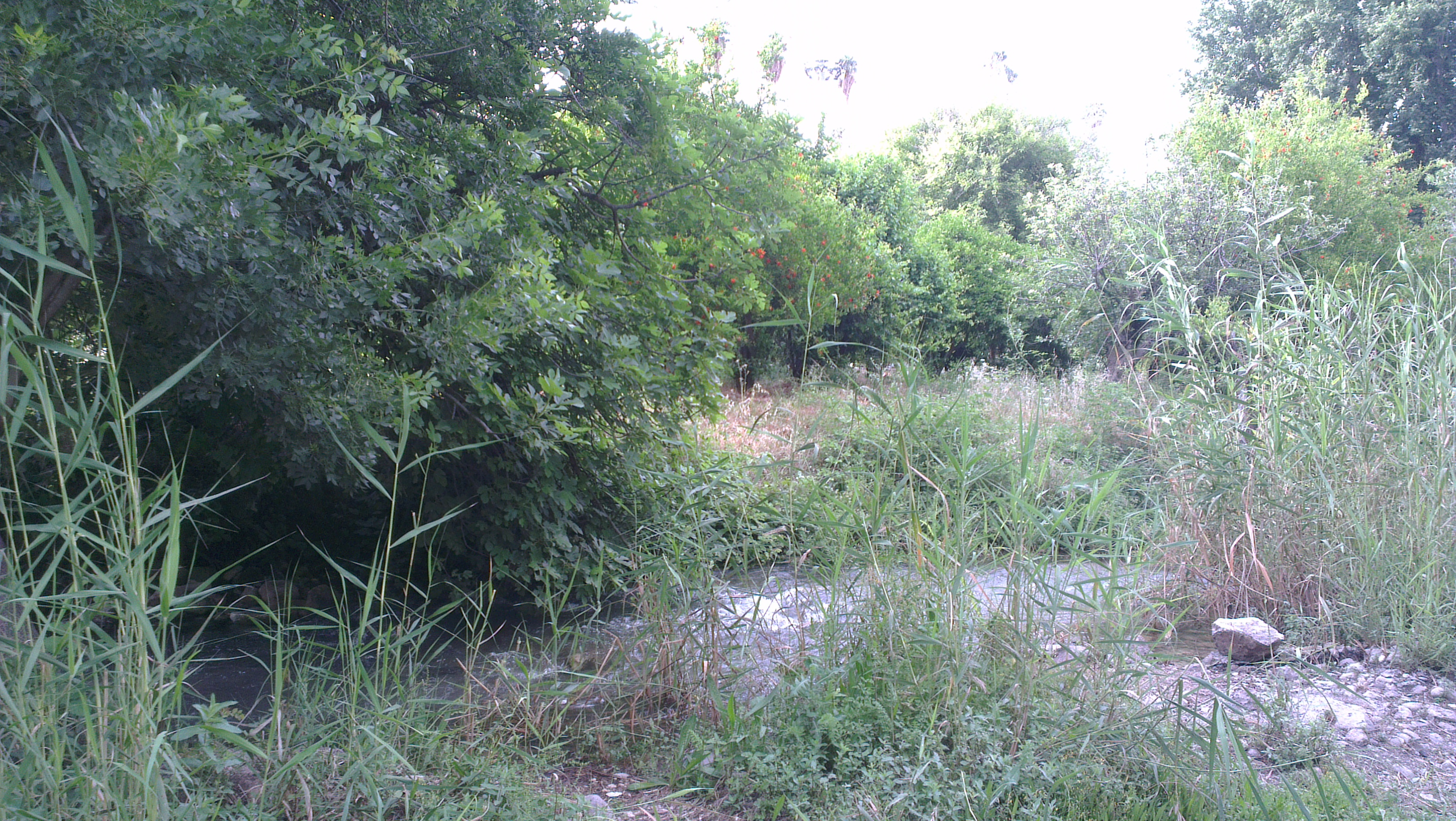
أحد انهار الحديقة
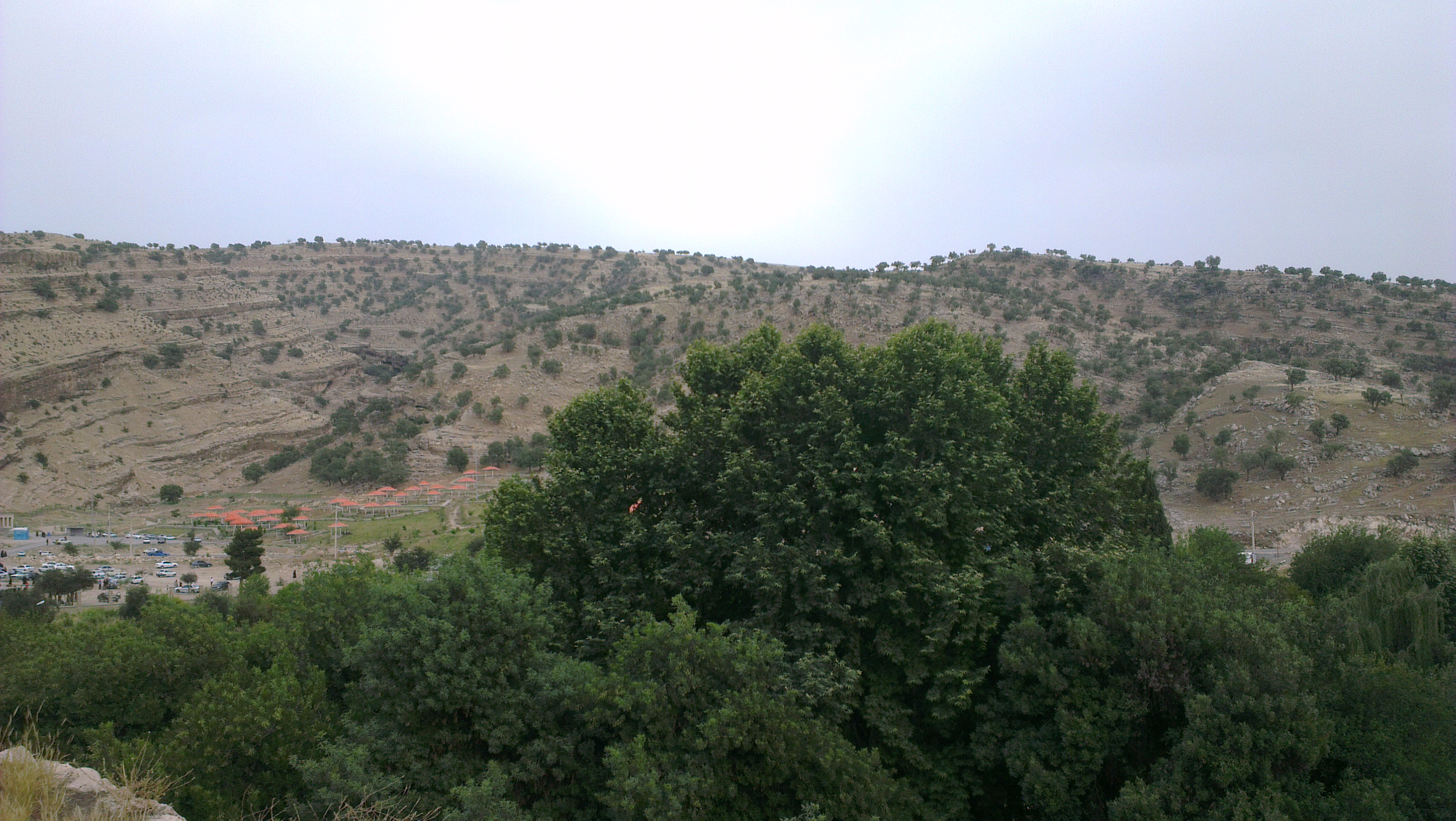
شجيرات الحديقة
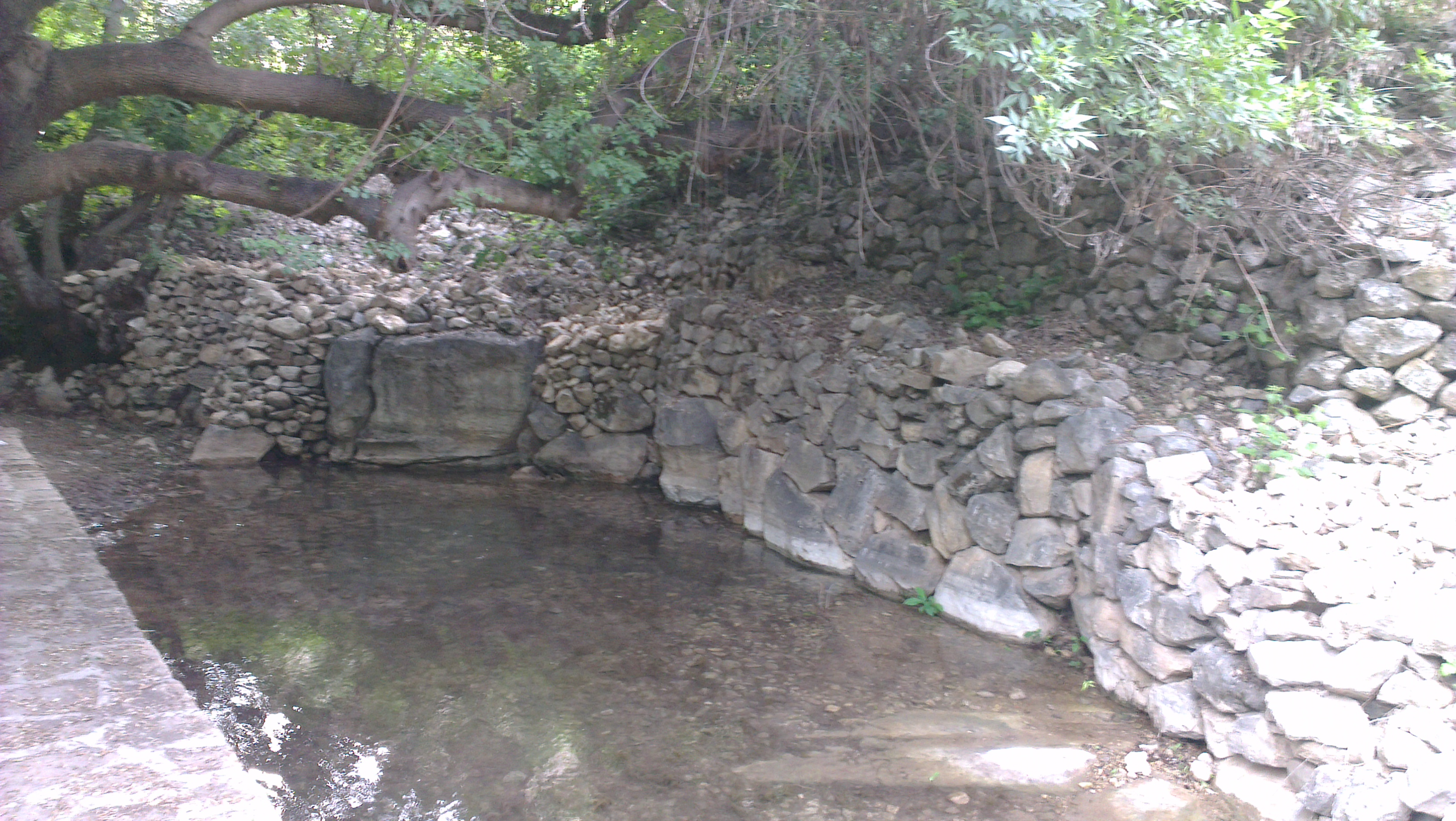
إحدى البرك في الحديقة
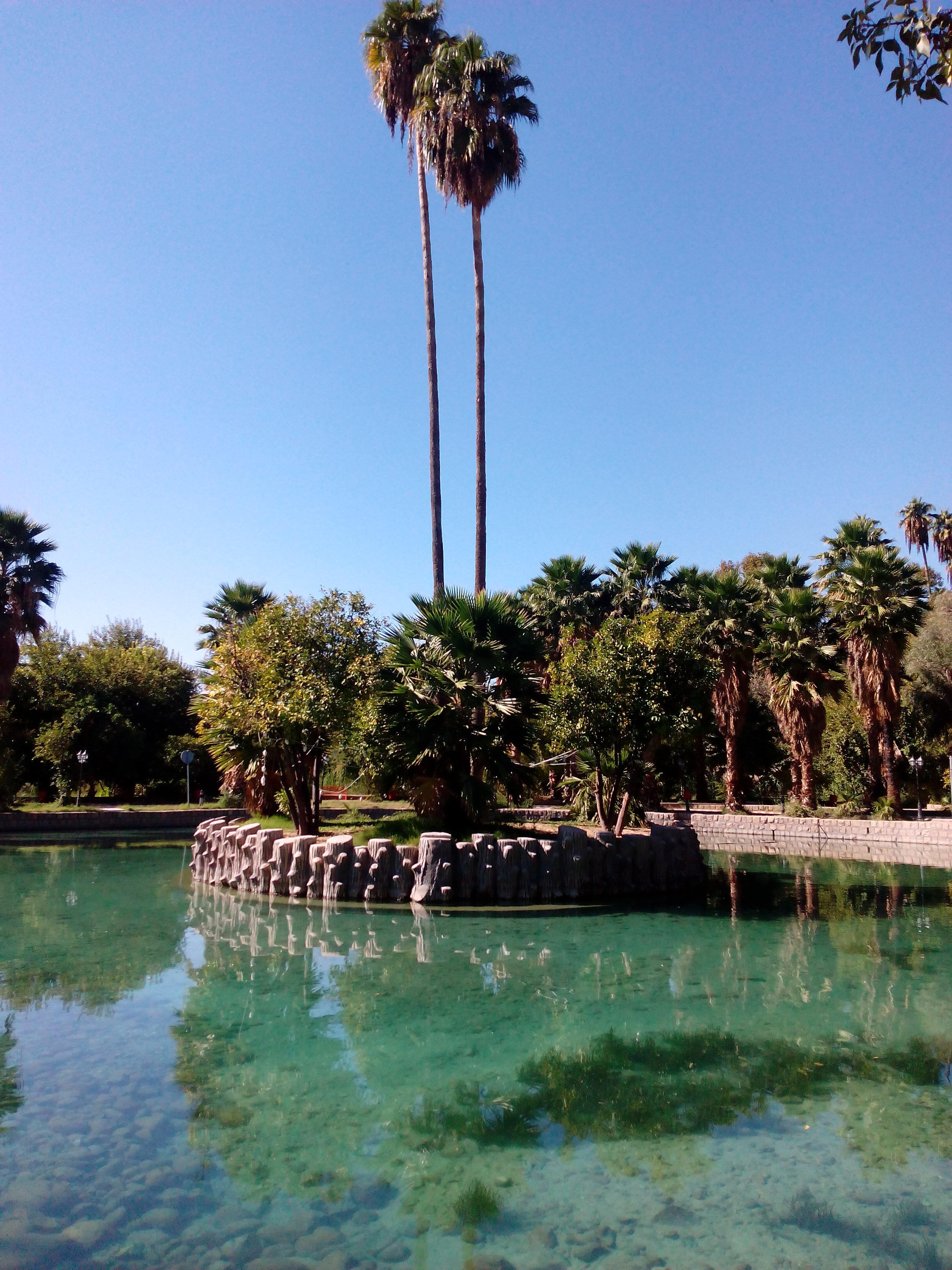
الحوض الرئيسي
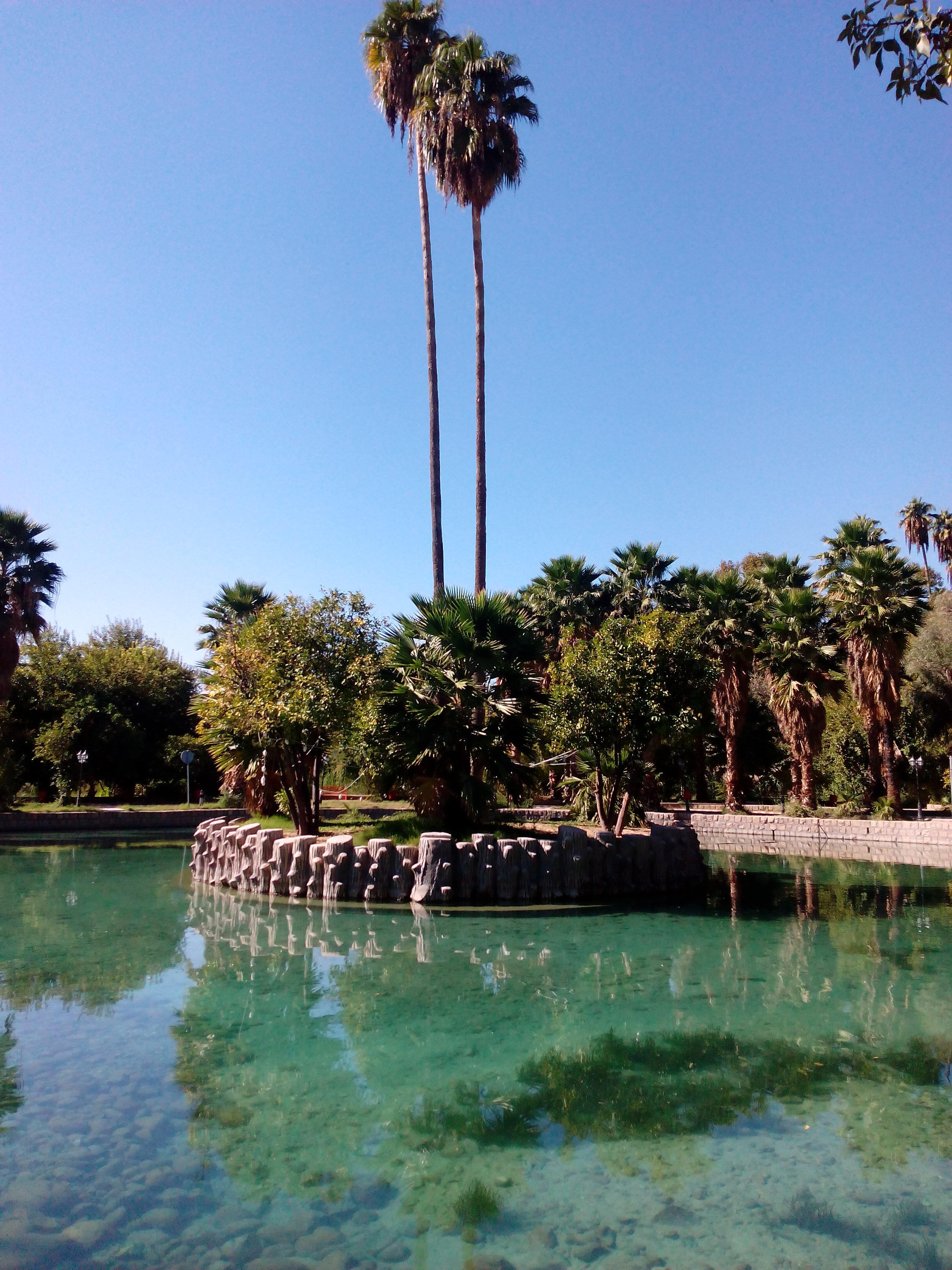
الينبوع الرئيسي في حديقة عين بلقيس
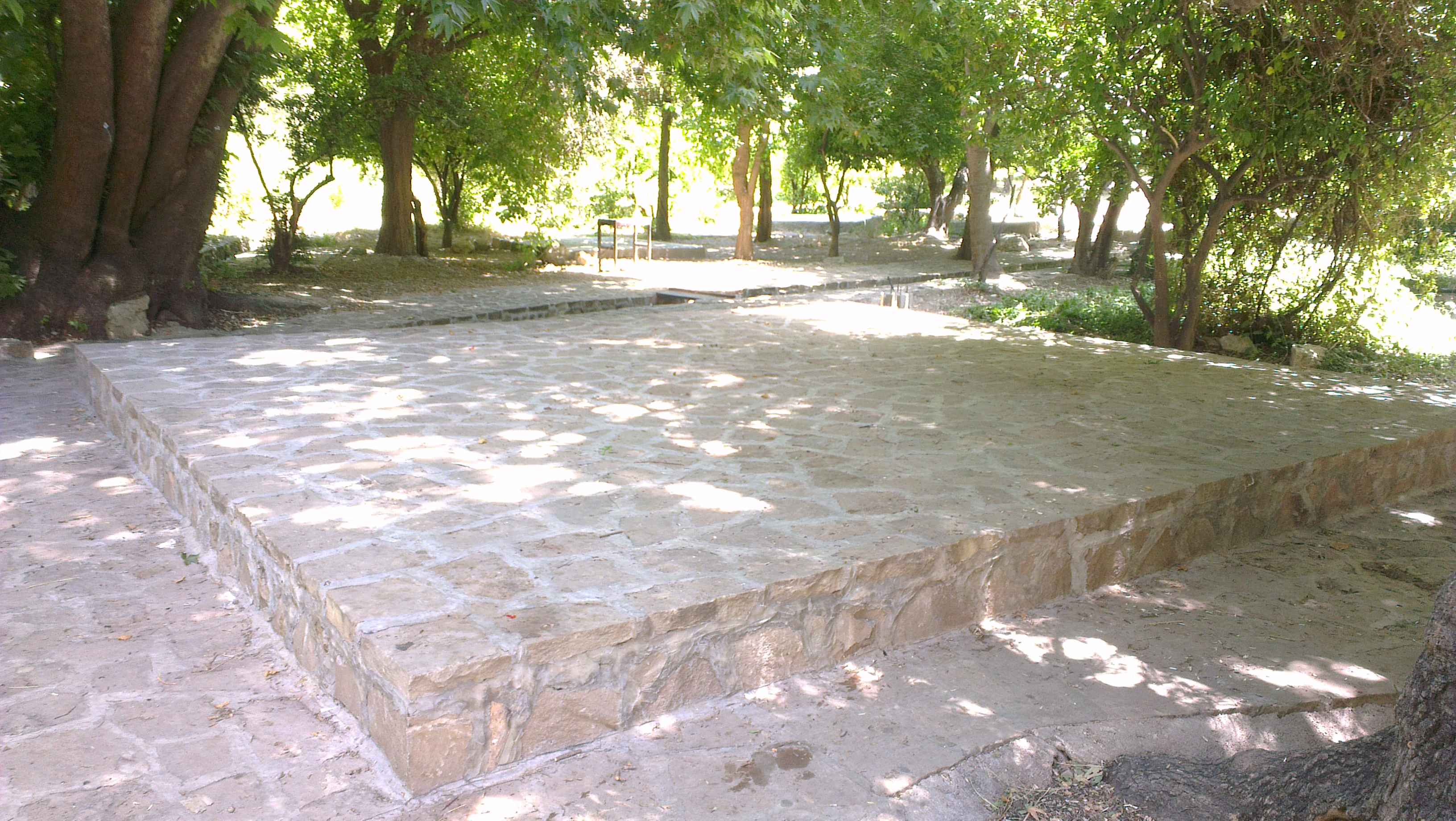
منصات الاستراحة
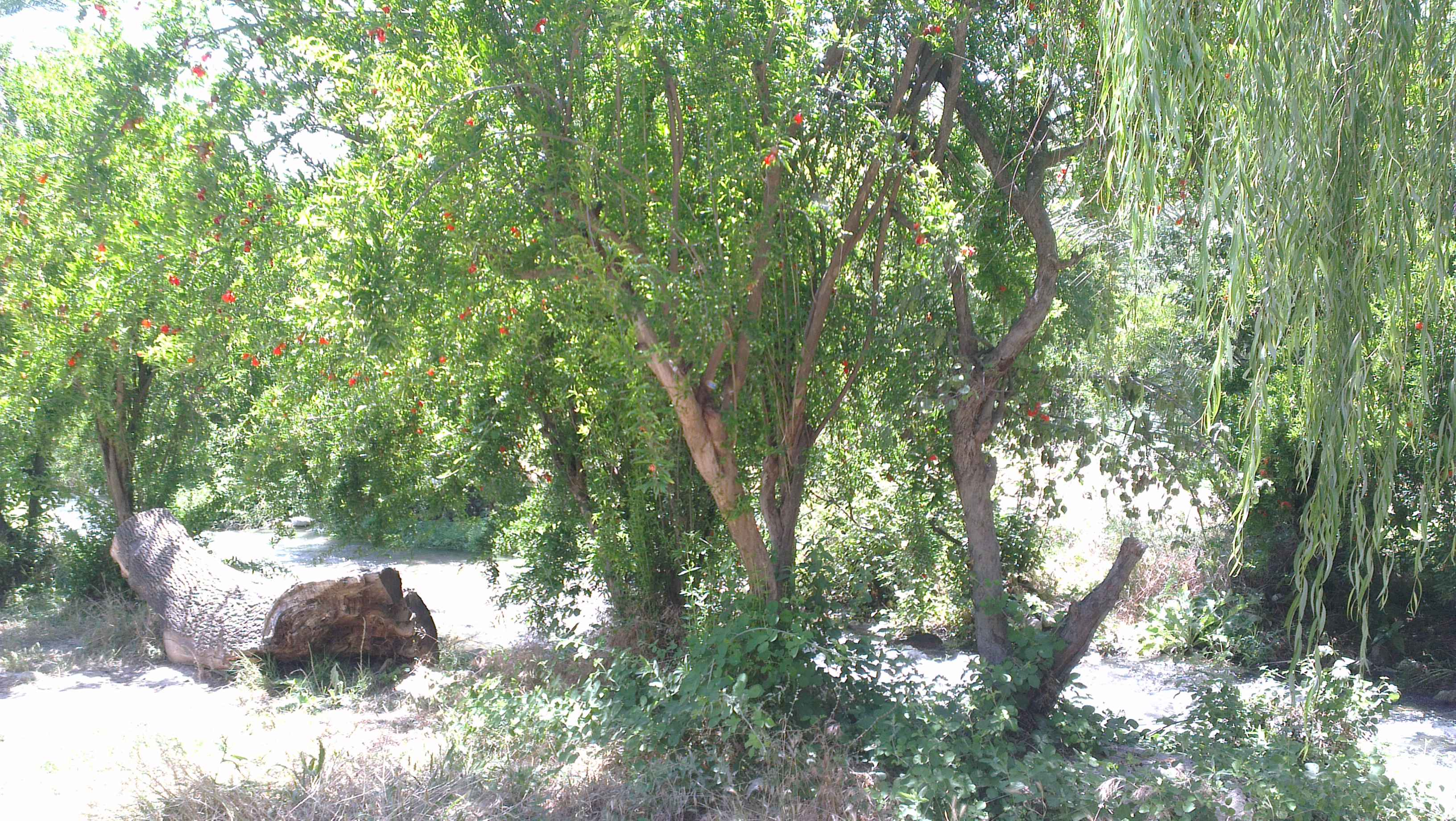
النهر ذو المياه العذبة داخل الحديقة
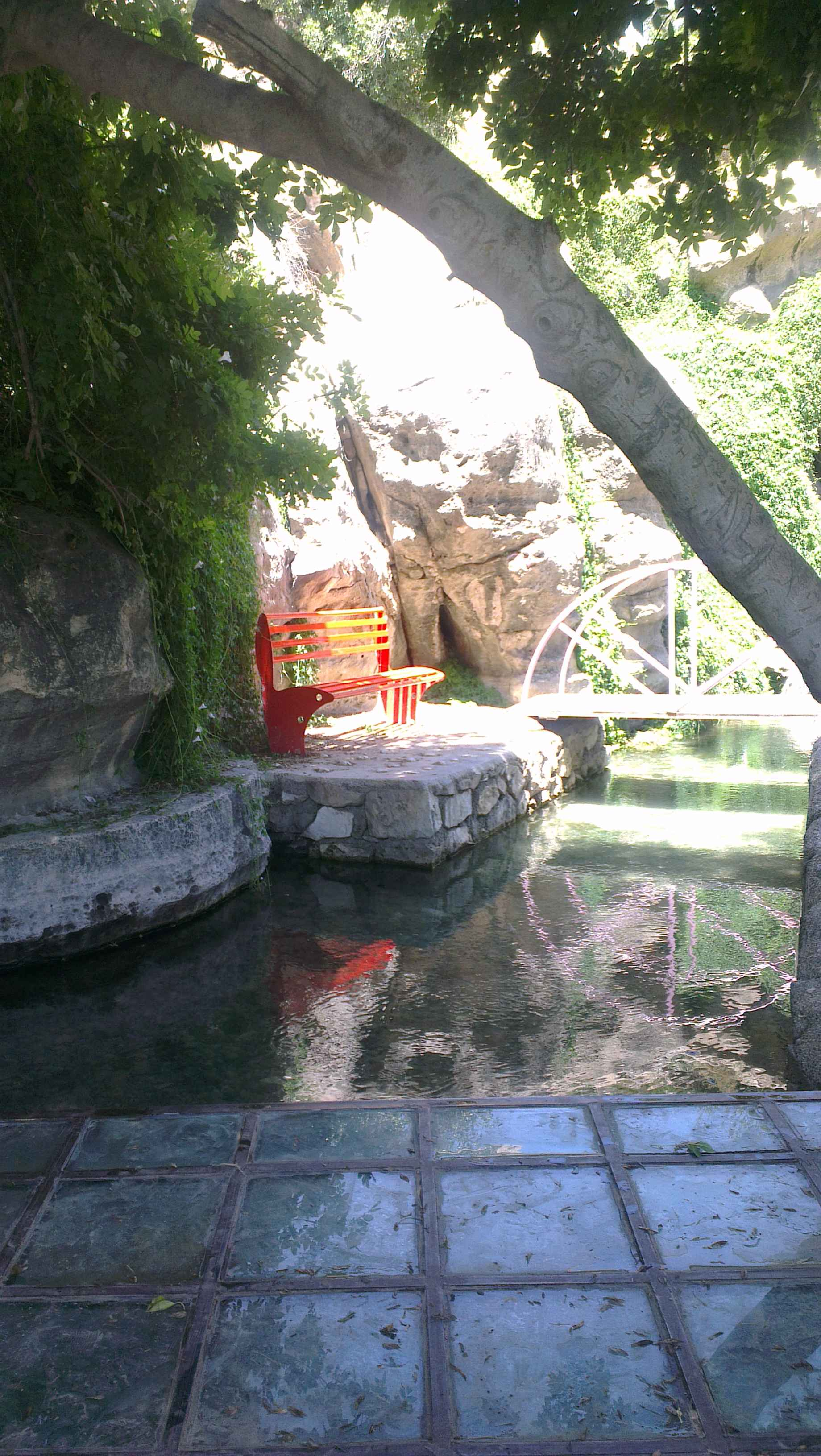
نظرة من داخل الحديقة
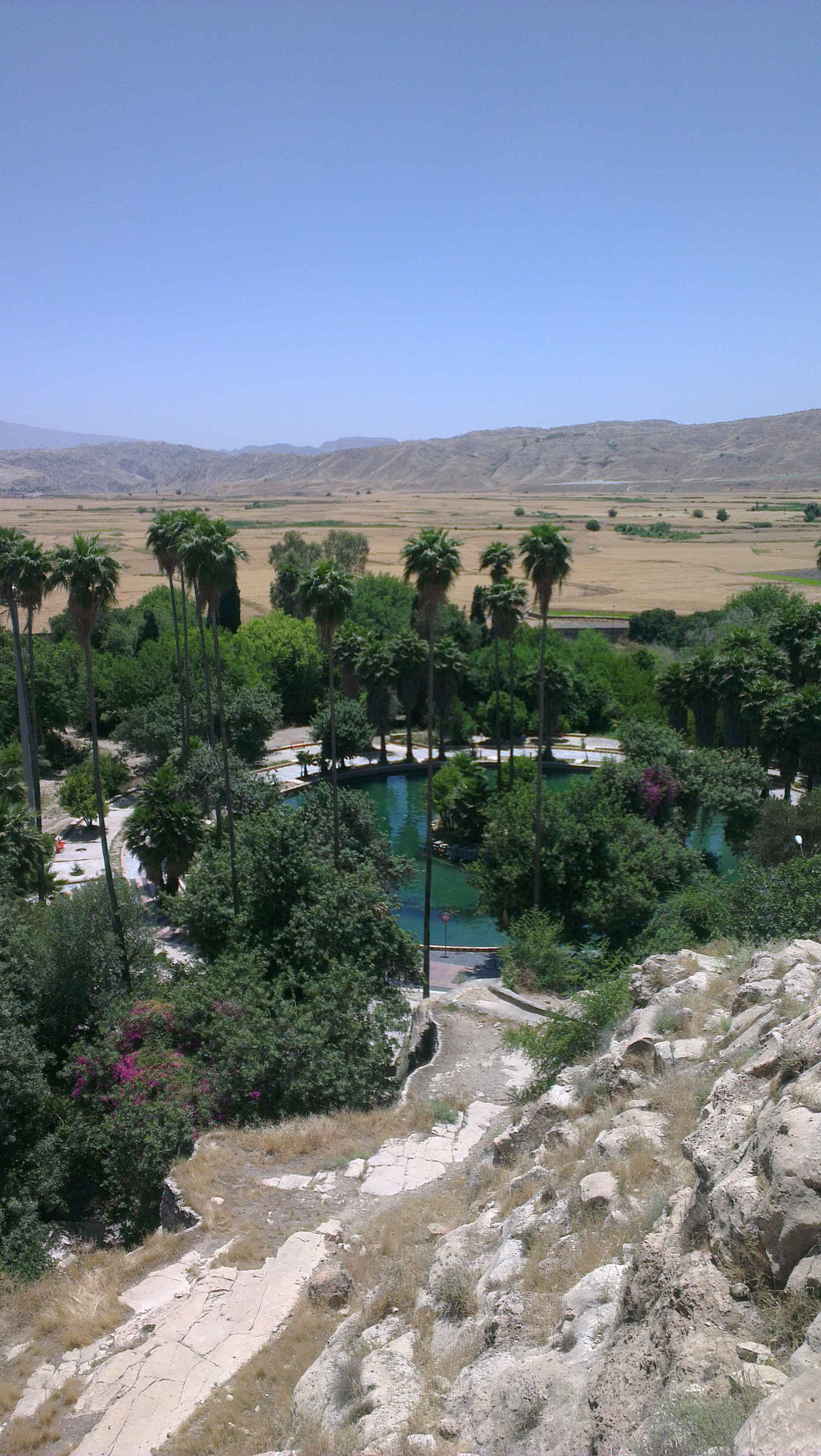
الحوض الرئيسي من الأعلى
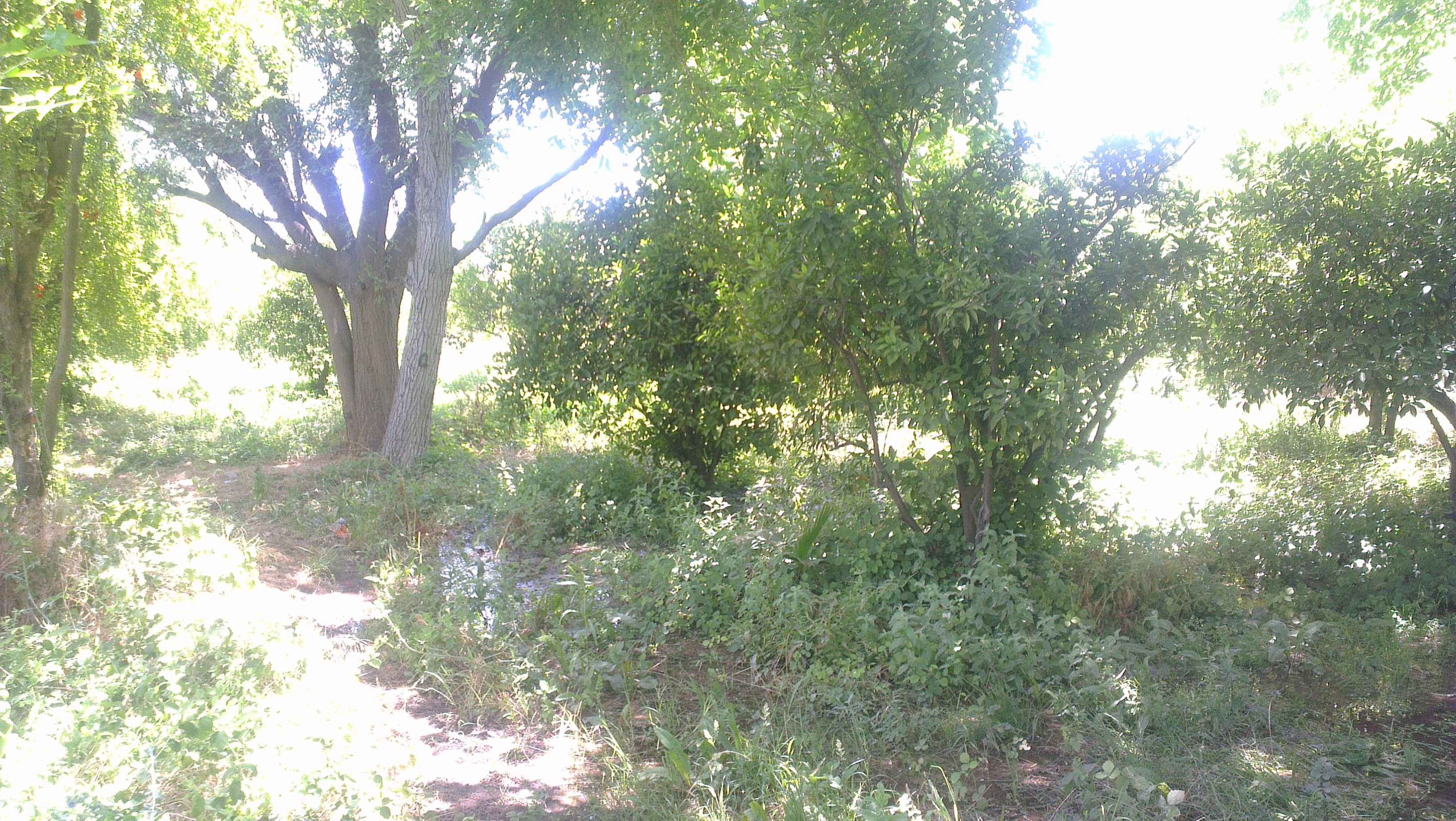
الطبيعة البكر في داخل الحديقة
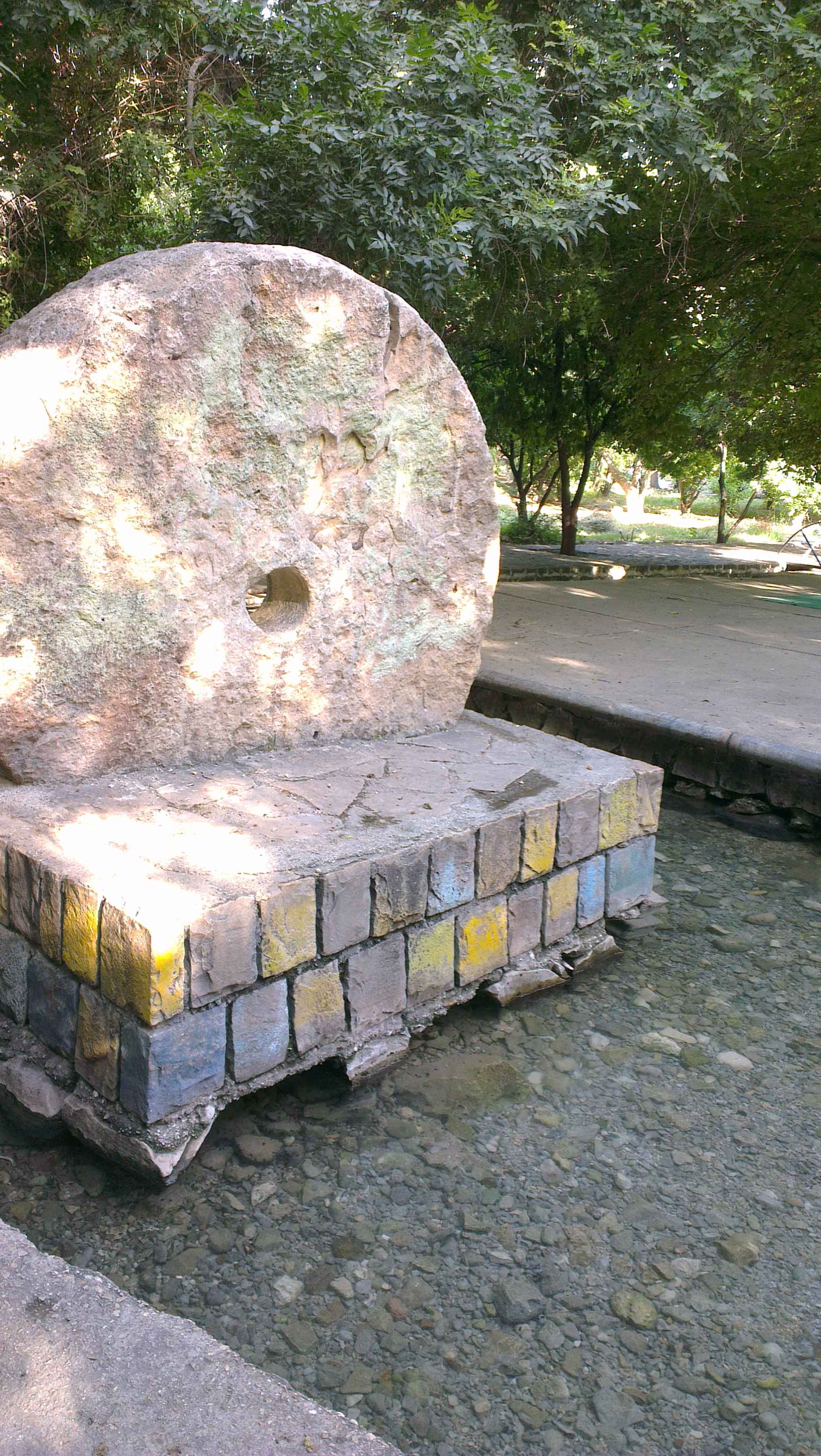
الطاحونة الحجرية من الآثار المكتشفة في الحدقة
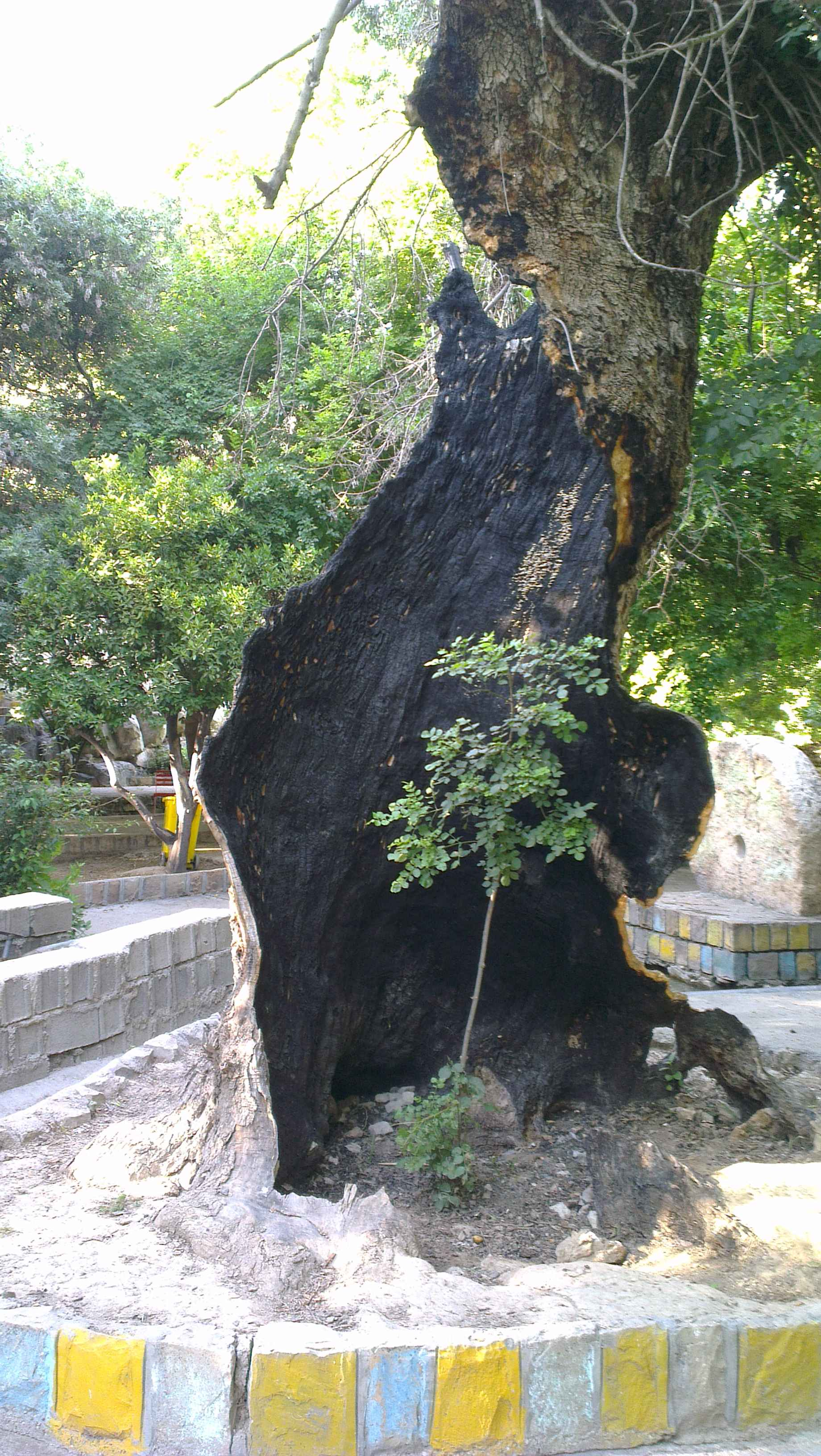
نمو النباتات الجديدة فوق حطام النباتات القديمة
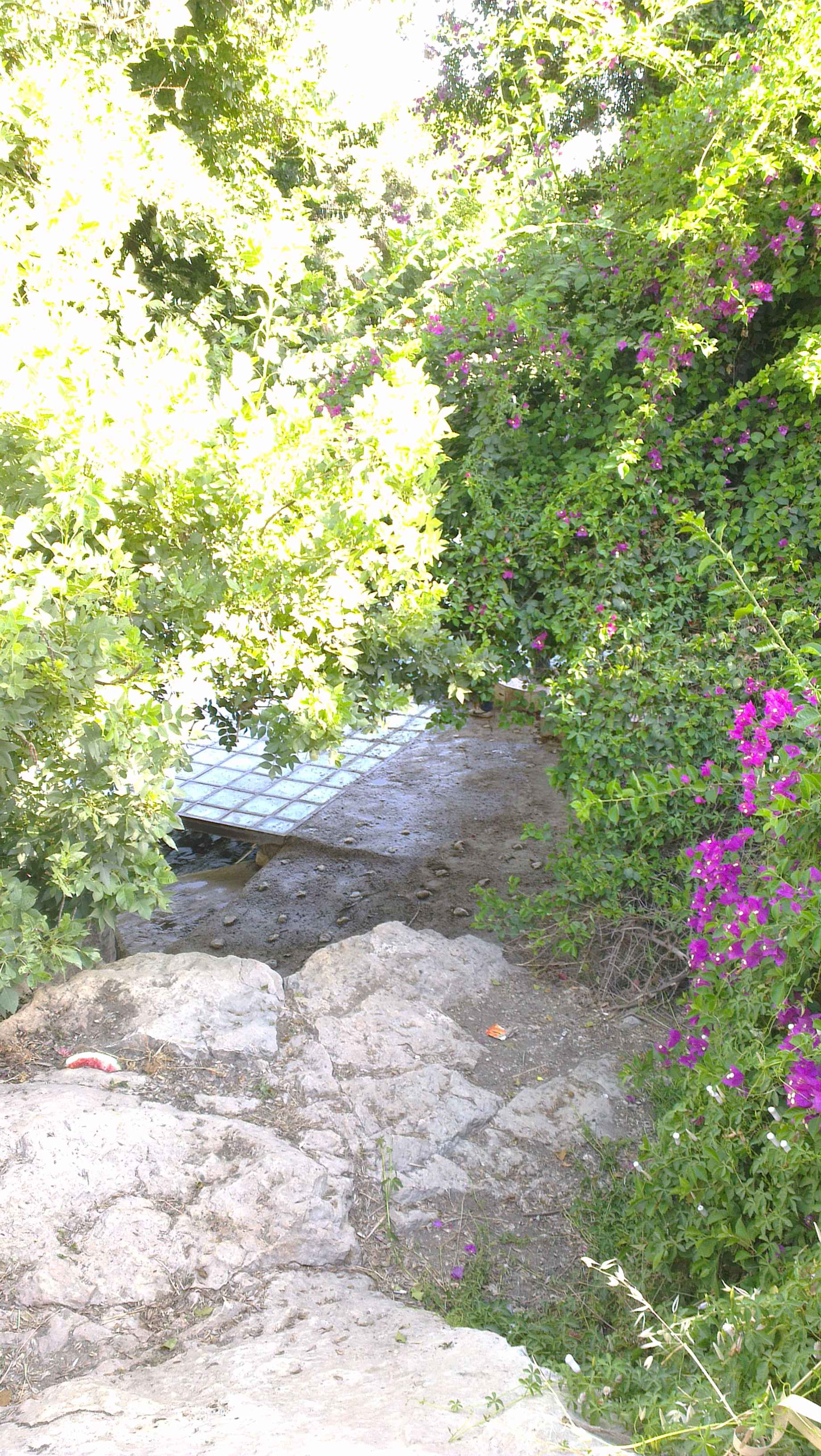
نظرة من أعلى الجبل
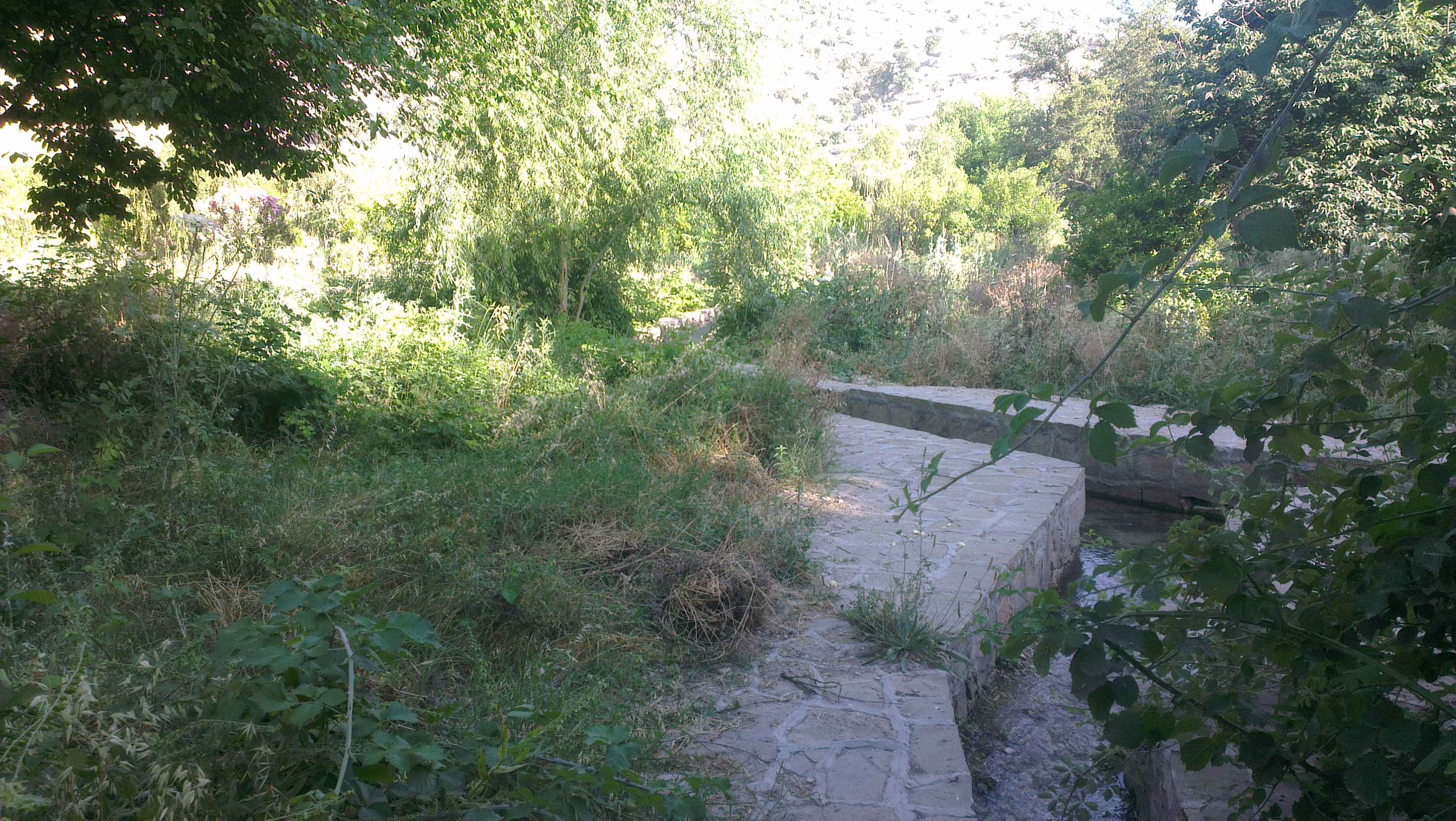
دورات المياه الثانوية في الحديقة
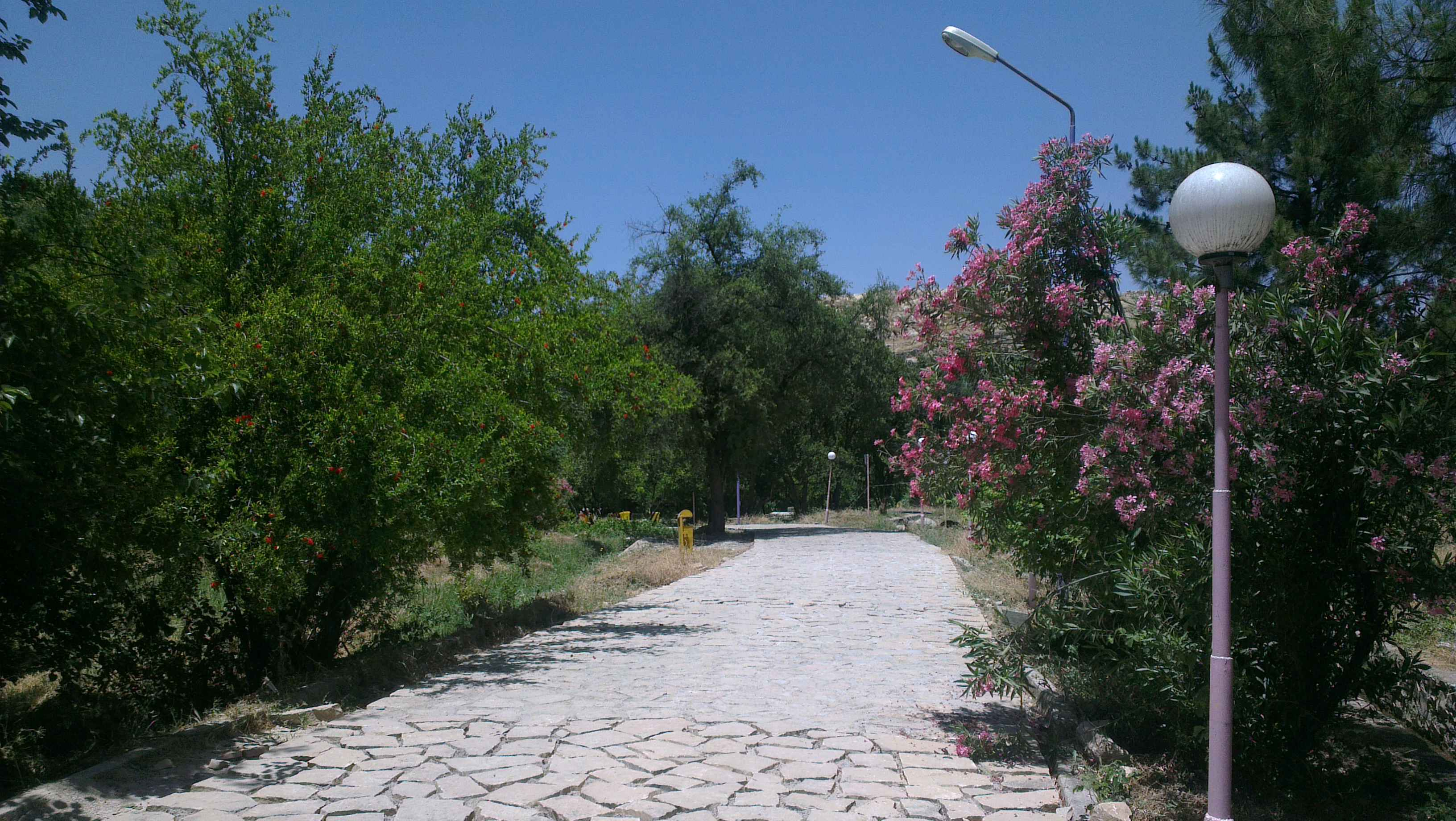
مدخل الحديقة
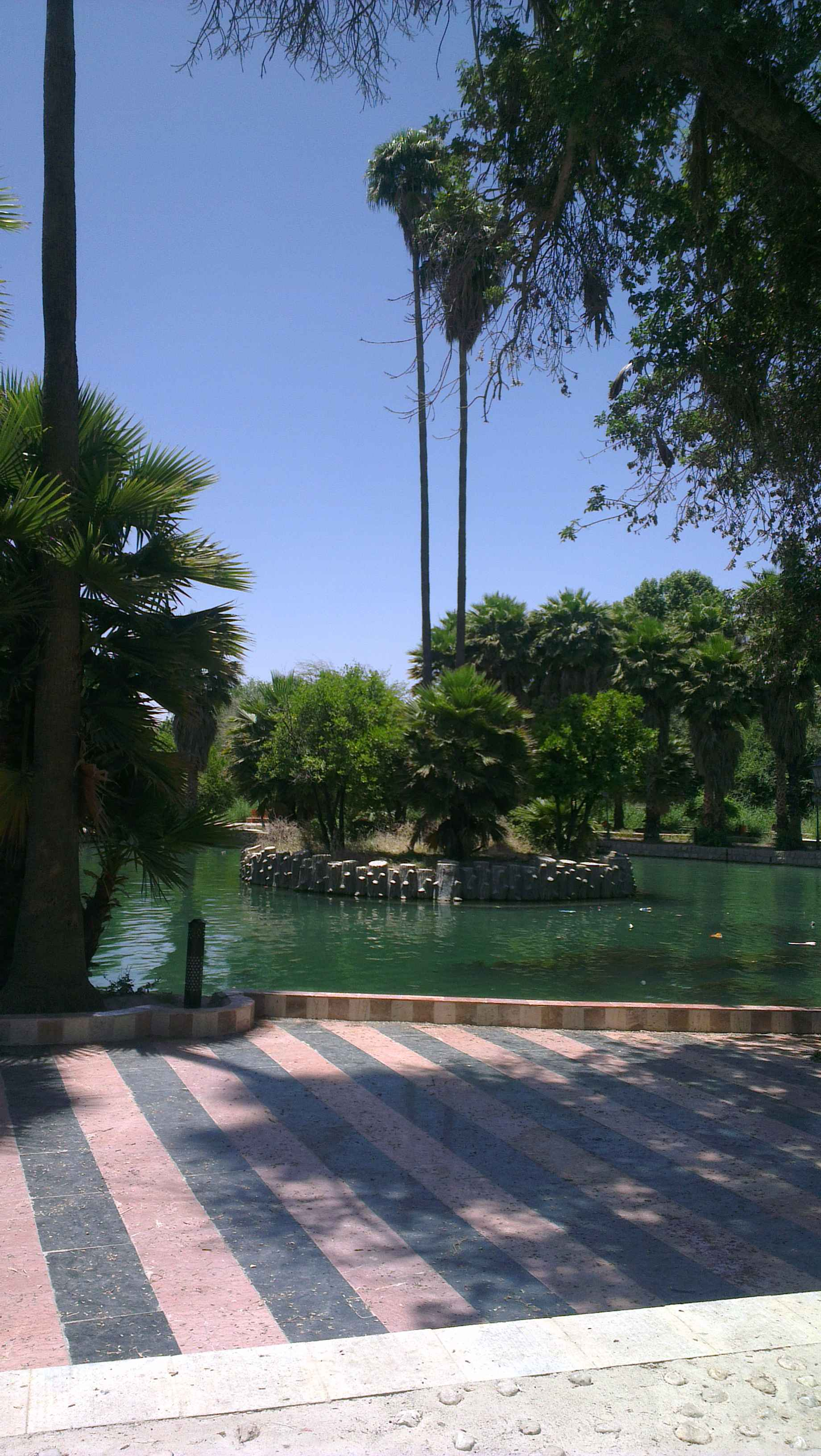
الحوض الرئيسي
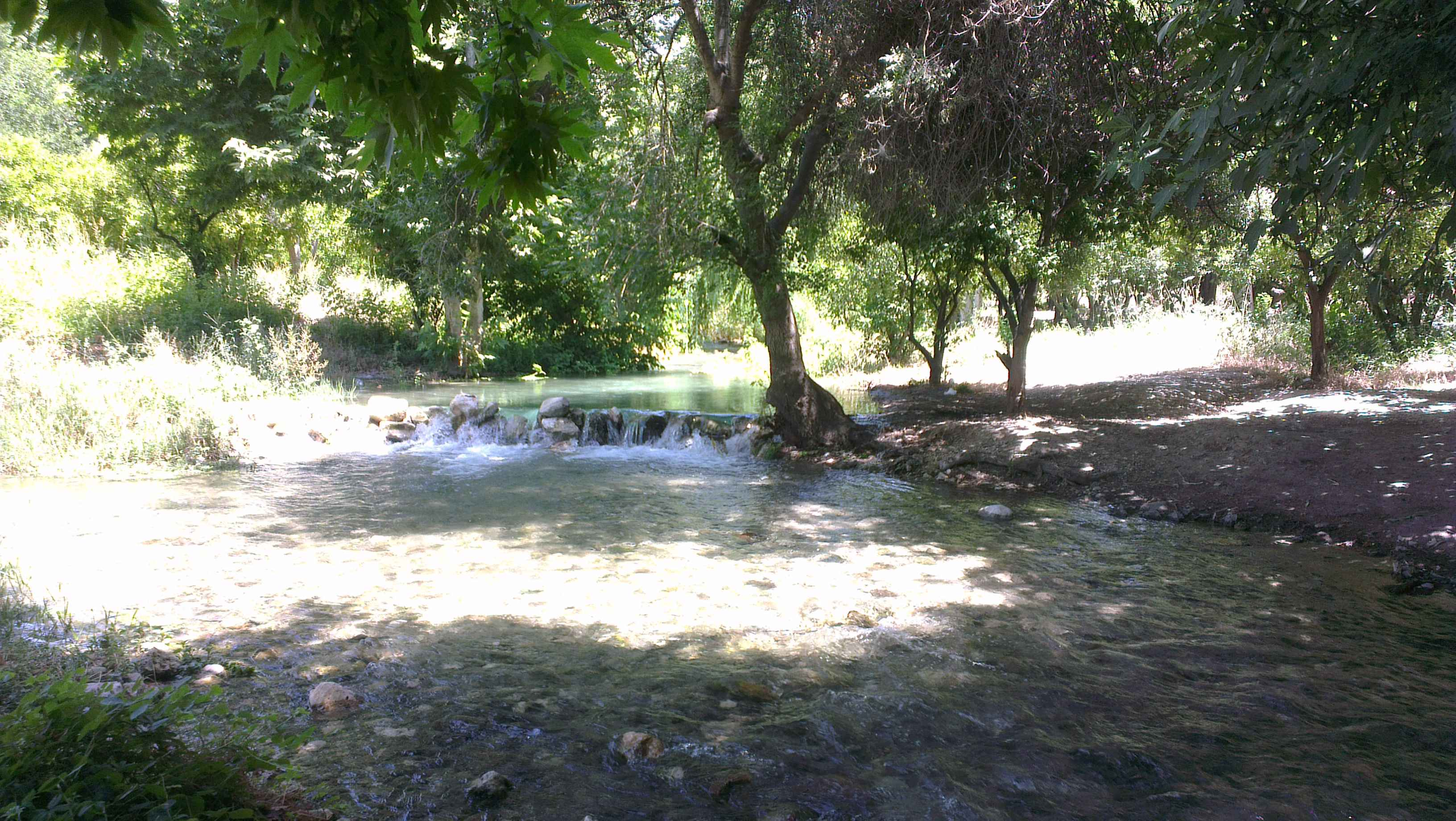
نهر حديقة عين بلقيس
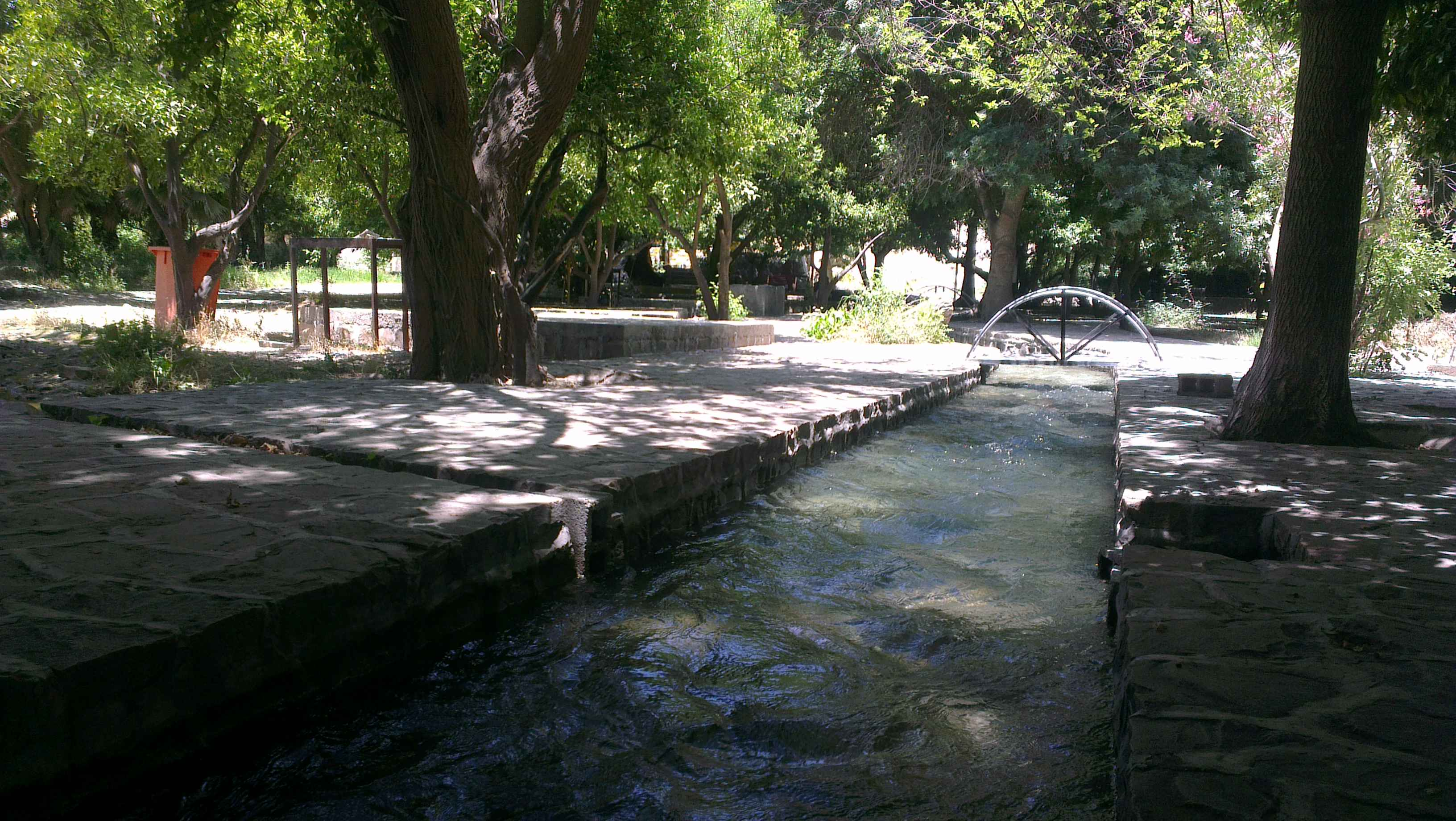
نظرة من داخل حديقة عين بلقیس
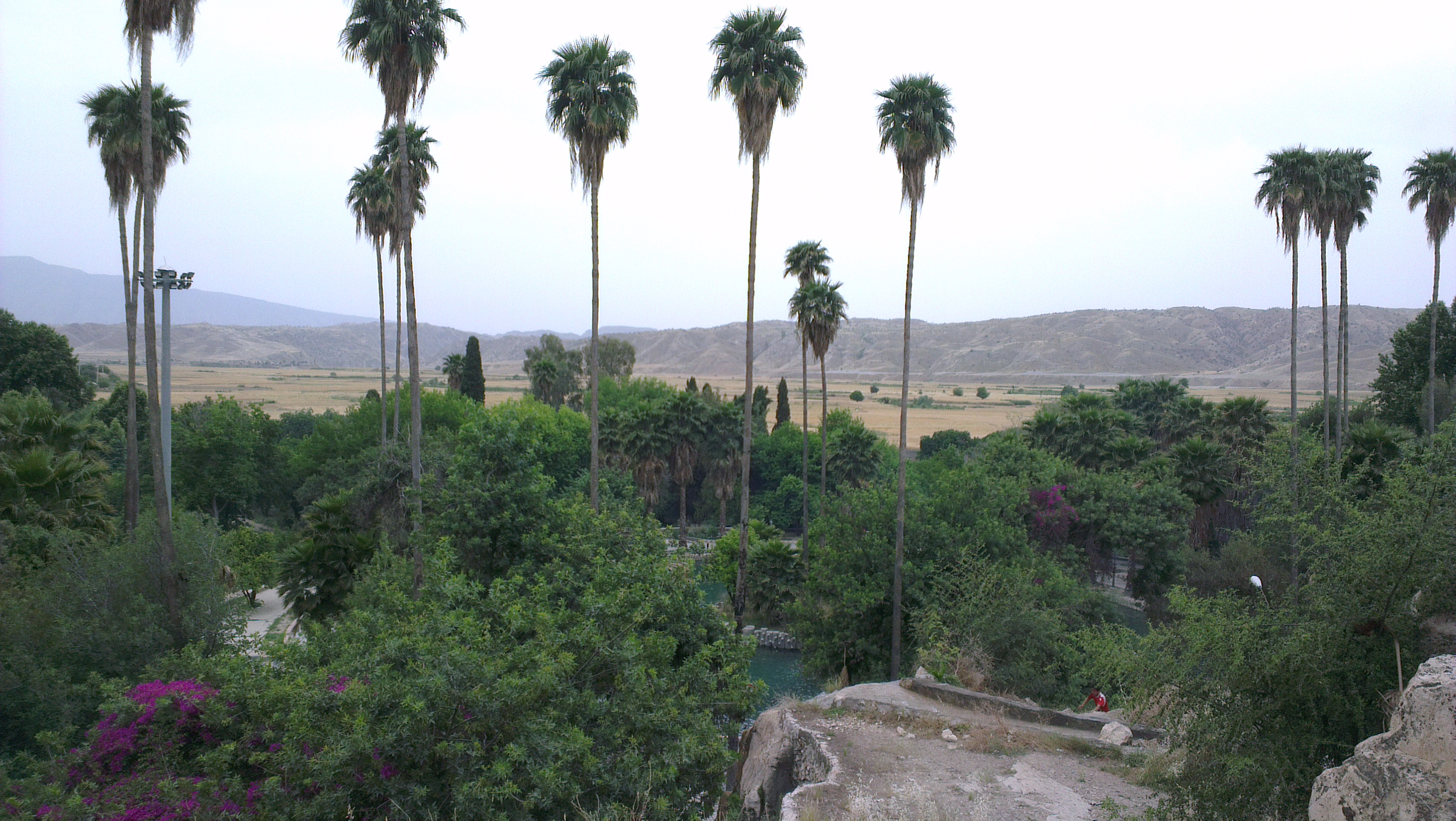
صورة من أعلى الجبل